# Circí
Circí (en llatí Circinus) era un compàs usat per escultors, paletes, arquitectes, i fusters a l'antiga Roma, per traslladar mesures a la peça de treball.
Hi havia dos tipus de circí, l'habitual, que s'usava per fer cercles i mesurar distàncies i un de corbat, probablement destinat a mesurar el gruix de les columnes, peces cilíndriques de fusta o objectes similars. S'atribueix el seu invent a Pèrdix, nebot de Dèdal.